# Daniel Crosset
Daniel Crosset   (Verviers, 8 d'octubre de 1967), més conegut com a Dany Crosset, és un ex-pilot de bicitrial i de trial belga. De ben petit va començar a triomfar en el trialsín, guanyant-ne la Copa d'Europa i 3 Campionats del Món entre 1985 i 1987. Un cop passat a la motocicleta, fou Campió de Bèlgica 8 anys consecutius (1988 a 1995), regnat que continuà tot seguit el seu germà Frederic Crosset en guanyar els 10 següents campionats belgues.

## Palmarès

### Trialsín
| Any          | Categoria    | C. del Món | C. d'Europa |
| ------------ | ------------ | ---------- | ----------- |
| 1985         | Juvenils     | -          | 1r          |
| 1986         | Sènior       | 1r         | -           |
| 1987         | Sènior       | 1r         | -           |
| Total títols | Total títols | 3          | 1           |

1. ↑   El 1986 fou també Campió scratch

### Trial
| Any          | Motocicleta  | C. del Món | C. de Bèlgica |
| ------------ | ------------ | ---------- | ------------- |
| 1988         | Merlin       | 18è        | 1r            |
| 1989         | Gas Gas      | 20è        | 1r            |
| 1990         | Aprilia      | 20è        | 1r            |
| 1991         | Gas Gas      | 15è        | 1r            |
| 1992         | Gas Gas      | 18è        | 1r            |
| 1993         | Gas Gas      | 19è        | 1r            |
| 1994         | Gas Gas      | 21è        | 1r            |
| 1995         | Gas Gas      | -          | 1r            |
| Total títols | Total títols | 0          | 8             |

1. ↑   Al total de títols s'hi compten tots els campionats estatals o internacionals guanyats